# Metateratocephalus
Metateratocephalus är ett släkte av rundmaskar. Metateratocephalus ingår i familjen Metateratocephalidae.
Kladogram enligt Dyntaxa:
| Metateratocephalus | \| \| Metateratocephalus crassidens \| \| \| \| \| \| Metateratocephalus gracilicaudatus \| \| \| \| |
|                    | \| \| Metateratocephalus crassidens \| \| \| \| \| \| Metateratocephalus gracilicaudatus \| \| \| \| |
|                    | Euteratocephalus                                                                                     |
|                    | |
|                    | Metateratocephalus crassidens                                                                        |
|                    | |
|                    | Metateratocephalus gracilicaudatus                                                                   |
|                    | |

|  | Metateratocephalus crassidens      |
|  |                                    |
|  | Metateratocephalus gracilicaudatus |
|  |                                    |